# Yvonne Meusburger

Yvonne Meusburger (nació el 3 de octubre de 1983, Dornbirn, Austria) es una jugadora de tenis profesional de Austria. Hasta el 15 de julio de 2013, que es jugadora de más alto rango del país. Ella logró su récord personal de ranking de No. 60 del mundo el 19 de noviembre de 2007.

## Título WTA (1; 1+0)

### Individual (1)
| Leyenda: Antes de 2009 | Leyenda: A partir de 2009 |
| ---------------------- | ------------------------- |
| Grand Slam (0)         |                           |
| Juegos Olímpicos (0)   |                           |
| WTA Championships (0)  |                           |
| Tier I (0)             | Premier Mandatory (0)     |
| Tier II (0)            | Premier 5 (0)             |
| Tier III (0)           | Premier (0)               |
| Tier IV & V ()         | International (1)         |

| No. | Fecha               | Torneo      | Superficie    | Oponente en la final | Resultado |
| 1.  | 21 de julio de 2013 | Bad Gastein | Tierra batida | Andrea Hlaváčková    | 7-5, 6-4  |

#### Finales (2)
| No. | Fecha               | Torneo      | Superficie    | Oponente en la final | Resultado        |
| 1.  | 29 de julio de 2007 | Bad Gastein | Tierra batida | Francesca Schiavone  | 1-6, 4-6         |
| 2.  | 14 de julio de 2013 | Budapest    | Tierra batida | Simona Halep         | 3-6, 7-6(7), 1-6 |